# PWHL 2024/25
Die Saison 2024/25 war die zweite Spielzeit der 2023 gegründeten Professional Women’s Hockey League (PWHL), der höchsten Spielklasse im nordamerikanischen Fraueneishockey. Die reguläre Saison begann am 30. November 2024 und endete am 3. Mai 2025. Insgesamt nahmen sechs ligaeigene Mannschaften am Spielbetrieb teil.

## Modus und Teilnehmer
Nachdem die sechs Teams in der Vorsaison noch mit generischen Namen, Logos und Teamfarben angetreten waren, wurden im September 2024 individuelle Teamnamen, Logos und Farben eingeführt.
| Team                 | Standort              | Arena              | Kapazität | Gegründet | General Manager   | Cheftrainer     | Kapitänin           |
| -------------------- | --------------------- | ------------------ | --------- | --------- | ----------------- | --------------- | ------------------- |
| Boston Fleet         | Lowell, Massachusetts | Tsongas Center     | 6.003     | 2023      | Danielle Marmer   | Courtney Kessel | Hilary Knight       |
| Minnesota Frost      | Saint Paul, Minnesota | Xcel Energy Center | 17.954    | 2023      | Melissa Caruso    | Ken Klee        | Kendall Coyne       |
| Victoire de Montréal | Laval, Québec         | Place Bell         | 10.062    | 2023      | Danièle Sauvageau | Kori Cheverie   | Marie-Philip Poulin |
| New York Sirens      | Newark, New Jersey    | Prudential Center  | 16.514    | 2023      | Pascal Daoust     | Greg Fargo      | Micah Zandee-Hart   |
| Ottawa Charge        | Ottawa, Ontario       | TD Place Arena     | 8.500     | 2023      | Michael Hirshfeld | Carla MacLeod   | Brianne Jenner      |
| Toronto Sceptres     | Toronto, Ontario      | Coca-Cola Coliseum | 8.100     | 2023      | Gina Kingsbury    | Troy Ryan       | Blayre Turnbull     |

Die sechs ligaeigenen Mannschaften bestreiten während der Hauptrunde jeweils 30 Spiele, jeweils sechs Spiele gegen jeden Teilnehmer. Aus der Rangfolge der regulären Saison ergibt sich die Setzliste für die sich anschließenden Play-offs.

## PWHL Draft
Der zweite Entry Draft der PWHL fand am 10. Juni 2024 in Saint Paul, Minnesota statt.
Sarah Fillier von den Princeton Tigers wurde als erste Spielerin von den New York Sirens ausgewählt. Als erste europäische Spielerin wurde Daniela Pejšová auf Platz 7 ausgewählt, als einzige deutschsprachige Spielerin folgte Anna Meixner an Stelle 32.

### Top-6-Picks
| #  | Spielerin          | Position | Nationalität       | PWHL-Team | College-/University-/Profi-Team    |
| 1. | Sarah Fillier      | C        | Kanada             | New York  | Princeton University (ECAC Hockey) |
| 2. | Danielle Serdachny | C        | Kanada             | Ottawa    | Colgate University (NCAA)          |
| 3. | Claire Thompson    | D        | Kanada             | Minnesota | -                                  |
| 4. | Hannah Bilka       | LW       | Vereinigte Staaten | Boston    | Ohio State University (WCHA)       |
| 5. | Cayla Barnes       | D        | Vereinigte Staaten | Montréal  | Ohio State University (NCAA)       |
| 6. | Julia Gosling      | C        | Kanada             | Toronto   | St. Lawrence University (NCAA)     |

## Reguläre Saison
Die regulären Saison wurde zwischen dem 30. November 2024 und dem 3. Mai 2025 ausgespielt. Zuvor wurden zwei Trainingslager in Toronto und Montréal mit jeweils drei Mannschaften durchgeführt inklusive mehrerer Vorbereitungsspiele zwischen den Teams.

### Tabelle
| Pl. |                      | Sp | S  | OTS | OTN | N  | Tore  | Punkte |
| --- | -------------------- | -- | -- | --- | --- | -- | ----- | ------ |
| 1.  | Victoire de Montréal | 30 | 12 | 7   | 3   | 8  | 77:67 | 53     |
| 2.  | Toronto Sceptres     | 30 | 12 | 3   | 6   | 9  | 73:73 | 48     |
| 3.  | Ottawa Charge        | 30 | 12 | 2   | 4   | 12 | 71:80 | 44     |
| 4.  | Minnesota Frost      | 30 | 10 | 5   | 4   | 11 | 85:76 | 44     |
| 5.  | Boston Fleet         | 30 | 9  | 6   | 5   | 10 | 75:76 | 44     |
| 6.  | New York Sirens      | 30 | 8  | 4   | 5   | 13 | 71:80 | 37     |

Abkürzungen: Sp = Spiele, S = Siege, N = Niederlagen, OTS = Sieg nach Overtime bzw. Shootout, OTN = Niederlage nach Overtime bzw. Shootout

### Beste Scorerinnen
Abkürzungen: Sp = Spiele, T = Tore, V = Assists, Pkt = Punkte, +/− = Plus/Minus, SM = Strafminuten; Fett: Saisonbestwert
| Spielerin           | Team      | Sp | T  | V  | Pkt | +/− | SM |
| ------------------- | --------- | -- | -- | -- | --- | --- | -- |
| Hilary Knight       | Boston    | 30 | 15 | 14 | 29  | ±0  | 12 |
| Sarah Fillier       | New York  | 30 | 13 | 16 | 29  | +10 | 35 |
| Daryl Watts         | Toronto   | 30 | 12 | 15 | 27  | −2  | 12 |
| Marie-Philip Poulin | Montréal  | 30 | 19 | 7  | 26  | +17 | 21 |
| Kendall Coyne       | Minnesota | 30 | 12 | 12 | 24  | +12 | 4  |
| Hannah Miller       | Toronto   | 29 | 10 | 14 | 24  | +14 | 8  |
| Jessie Eldridge     | New York  | 30 | 9  | 15 | 24  | ±0  | 18 |
| Tereza Vanišová     | Ottawa    | 30 | 15 | 7  | 22  | −2  | 38 |
| Laura Stacey        | Montréal  | 27 | 11 | 11 | 22  | +12 | 6  |
| Taylor Heise        | Minnesota | 29 | 8  | 14 | 22  | +1  | 6  |
| Sophie Jaques       | Minnesota | 25 | 7  | 15 | 22  | +12 | 10 |
| Renata Fast         | Toronto   | 30 | 6  | 16 | 22  | ±0  | 36 |

### Beste Torhüterinnen

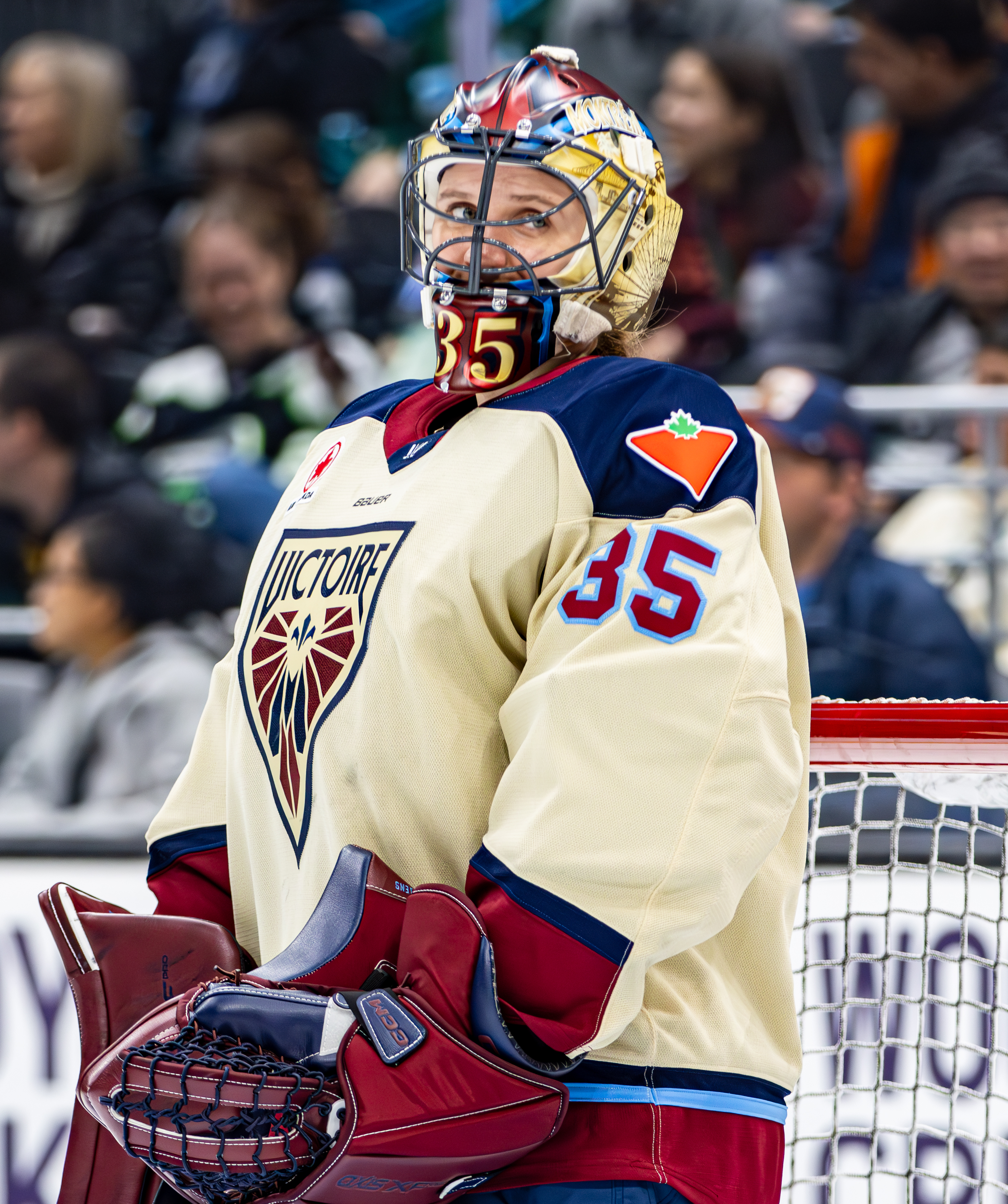
Ann-Renée Desbiens gehörte zu den statistisch besten Torhüterinnen der PWHL

Quelle: PWHL; Abkürzungen: Sp = Spiele, Min = Eiszeit (in Minuten), GT = Gegentore, SO = Shutouts, Sv% = gehaltene Schüsse (in %), GTS = Gegentorschnitt; Fett: Bestwert
| Spieler             | Mannschaft | Sp | Min  | S  | N | OTN | GT | GTS  | SVS | Sv%  | SO |
| ------------------- | ---------- | -- | ---- | -- | - | --- | -- | ---- | --- | ---- | -- |
| Ann-Renée Desbiens  | Montréal   | 21 | 1229 | 15 | 2 | 2   | 38 | 1,86 | 518 | 93,2 | 0  |
| Maddie Rooney       | Minnesota  | 19 | 1130 | 8  | 7 | 3   | 39 | 2,07 | 379 | 90,7 | 2  |
| Gwyneth Philips     | Ottawa     | 15 | 795  | 8  | 5 | 1   | 28 | 2,11 | 316 | 91,9 | 2  |
| Kristen Campbell    | Toronto    | 21 | 1228 | 9  | 8 | 4   | 46 | 2,25 | 466 | 91,0 | 0  |
| Aerin Frankel       | Boston     | 23 | 1343 | 12 | 8 | 3   | 51 | 2,28 | 591 | 92,1 | 1  |
| Corinne Schroeder   | New York   | 20 | 1163 | 10 | 8 | 2   | 47 | 2,43 | 530 | 91,9 | 4  |
| Emerance Maschmeyer | Ottawa     | 18 | 1000 | 6  | 7 | 3   | 43 | 2,58 | 453 | 91,3 | 0  |

## Playoffs
Die Playoffs um den erstmals ausgespielten Walter Cup begannen am 7. Mai respektive 8. Mai 2025 mit den beiden Halbfinalserien. Anschließend folgte Finalserie, die mit dem Gewinn des Pokals durch die Minnesota Frost endete.
|  | Halbfinale | Halbfinale           | Halbfinale |  |  | Walter-Cup-Finale | Walter-Cup-Finale | Walter-Cup-Finale |
|  |            |                      |            |  |  |                   |                   |                   |
|  |            |                      |            |  |  |                   |                   |                   |
|  | 1          | Victoire de Montréal | 1          |  |  |                   |                   |                   |
|  | 3          | Ottawa Charge        | 3          |  |  |                   |                   |                   |
|  |            |                      |            |  |  | 3                 | Ottawa Charge     | 1                 |
|  |            |                      |            |  |  | 4                 | Minnesota Frost   | 3                 |
|  | 2          | Toronto Sceptres     | 1          |  |  |                   |                   |                   |
|  | 4          | Minnesota Frost      | 3          |  |  |                   |                   |                   |
|  |            |                      |            |  |  |                   |                   |                   |

### Halbfinale
Als Tabellenerster der regulären Saison konnten die Victoire de Montréal ihren Halbfinalgegner zwischen den Drittplatzierten Ottawa Charge und den Viertplatzierten Minnesota Frost auswählen.

#### (1) Victoire de Montréal – (3) Ottawa Charge
| 8. Mai 2025 19:00 Uhr (Ortszeit) | Victoire de Montréal Maureen Murphy (12:13) Marie-Philip Poulin (27:12) | 2:3 (1:1, 1:1, 0:1) Spielbericht Stand: 0:1 | Ottawa Charge Brianne Jenner (4:54) Ashton Bell (25:07) Shiann Darkangelo (49:17) | Place Bell, Laval Zuschauer: 6.570 |

| 11. Mai 2025 14:00 Uhr | Victoire de Montréal Kristin O’Neill (2:25) Laura Stacey (28:35) Catherine Dubois (135:33) | 3:2 n. V. (1:0, 1:0, 0:2, 0:0, 0:0, 0:0, 1:0) Spielbericht Stand: 1:1 | Ottawa Charge Aneta Tejralová (55:26) Brianne Jenner (59:18) | Place Bell, Laval Zuschauer: 7.114 |

| 13. Mai 2025 19:00 Uhr | Ottawa Charge Mannon McMahon (48:42) | 1:0 (0:0, 0:0, 1:0) Spielbericht Stand: 2:1 | Victoire de Montréal | TD Place Arena, Ottawa Zuschauer: 7.282 |

| 16. Mai 2025 19:00 Uhr | Ottawa Charge Rebecca Leslie (2:00) Emily Clark (40:31) | 2:1 (1:0, 0:0, 1:1) Spielbericht Stand: 3:1 | Victoire de Montréal Maureen Murphy (54:58) | TD Place Arena, Ottawa Zuschauer: 8.011 |

#### (2) Toronto Sceptres – (4) Minnesota Frost
| 7. Mai 2025 19:00 Uhr (Ortszeit) | Toronto Sceptres Blayre Turnbull (11:59) Julia Gosling (27:47) Julia Gosling (29:42) | 3:2 (1:0, 2:1, 0:1) Spielbericht Stand: 1:0 | Minnesota Frost Britta Curl-Salemme (33:56) Katy Knoll (42:33) | Coca-Cola Coliseum, Toronto Zuschauer: 6.868 |

| 9. Mai 2025 19:00 Uhr | Toronto Sceptres Hayley Scamurra (7:11) Savannah Harmon (36:56) Allie Munroe (37:23) | 3:5 (1:0, 2:3, 0:2) Spielbericht Stand: 1:1 | Minnesota Frost Lee Stecklein (24:41) Michela Cava (30:57) Lee Stecklein (32:59) Sophie Jaques (53:47) Mellissa Channell-Watkins (58:49) | Coca-Cola Coliseum, Toronto Zuschauer: 7.659 |

| 11. Mai 2025 18:00 Uhr | Minnesota Frost Liz Schepers (2:33) Brooke McQuigge (6:56) Lee Stecklein (7:48) Brooke McQuigge (28:20) Sophie Jaques (37:35) Michela Cava (47:20) Michela Cava (49:21) | 7:5 (3:1, 2:2, 2:2) Spielbericht Stand: 2:1 | Toronto Sceptres Daryl Watts (14:58) Maggie Connors (22:28) Kali Flanagan (37:57) Anna Kjellbin (45:47) Blayre Turnbull (52:04) | Xcel Energy Center, Saint Paul Zuschauer: 3.917 |

| 14. Mai 2025 19:00 Uhr | Minnesota Frost Kendall Coyne (30:47) Kelly Pannek (38:48) Kendall Coyne (48:33) Taylor Heise (76:00) | 4:3 n. V. (0:1, 2:1, 1:1, 1:0) Spielbericht Stand: 3:1 | Toronto Sceptres Julia Gosling (5:28) Hannah Miller (30:33) Emma Maltais (40:58) | Xcel Energy Center, Saint Paul Zuschauer: 3.107 |

### Walter-Cup-Finale

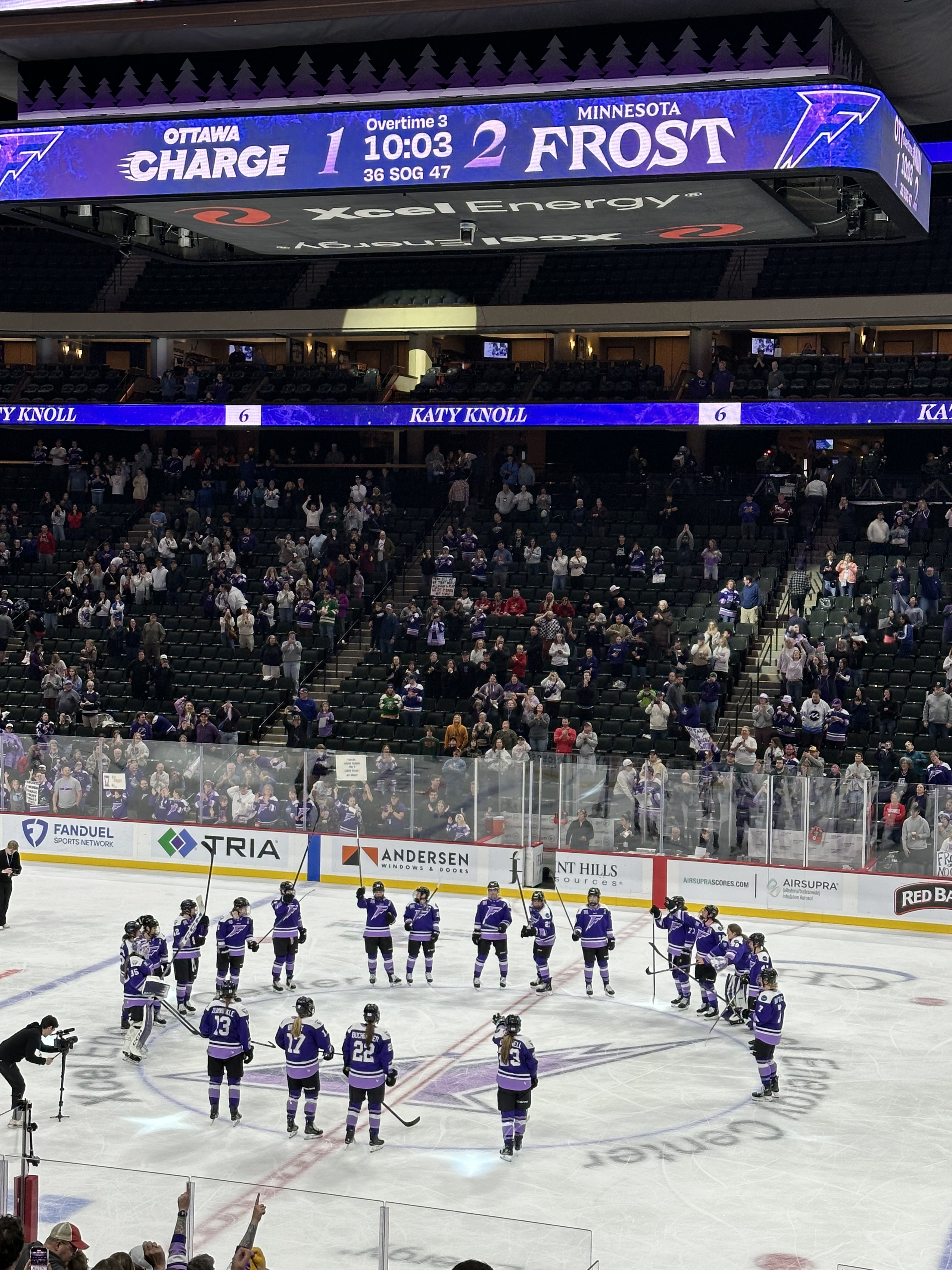
Die Mannschaft der Minnesota Frost nach dem Sieg im dritten Finalspiel

#### (3) Ottawa Charge – (4) Minnesota Frost
| 20. Mai 2025 19:00 Uhr (Ortszeit) | Ottawa Charge Rebecca Leslie (31:34) Emily Clark (62:47) | 2:1 n. V. (0:0, 1:0, 0:1, 1:0) Spielbericht Stand: 1:0 | Minnesota Frost Klára Hymlárová (45:24) | TD Place Arena, Ottawa Zuschauer: 6.184 |

| 22. Mai 2025 19:00 Uhr | Ottawa Charge Jocelyne Larocque (57:25) | 1:2 n. V. (0:0, 0:0, 1:1, 0:1) Spielbericht Stand: 1:1 | Minnesota Frost Britta Curl-Salemme (59:44) Britta Curl-Salemme (76:24) | TD Place Arena, Ottawa Zuschauer: 8.206 |

| 24. Mai 2025 16:00 Uhr | Minnesota Frost Lee Stecklein (22:58) Katy Knoll (109:57) | 2:1 n. V. (0:1, 1:0, 0:0, 0:0, 0:0, 1:0) Spielbericht Stand: 2:1 | Ottawa Charge Emily Clark (11:38) | Xcel Energy Center, Saint Paul Zuschauer: 8.098 |

| 26. Mai 2025 16:15 Uhr | Minnesota Frost Kelly Pannek (30:10) Liz Schepers (72:00) | 2:1 n. V. (0:0, 1:0, 0:1, 1:0) Spielbericht Stand: 3:1 | Ottawa Charge Tereza Vanišová (50:09) | Xcel Energy Center, Saint Paul Zuschauer: 11.024 |

### Walter-Cup-Sieger

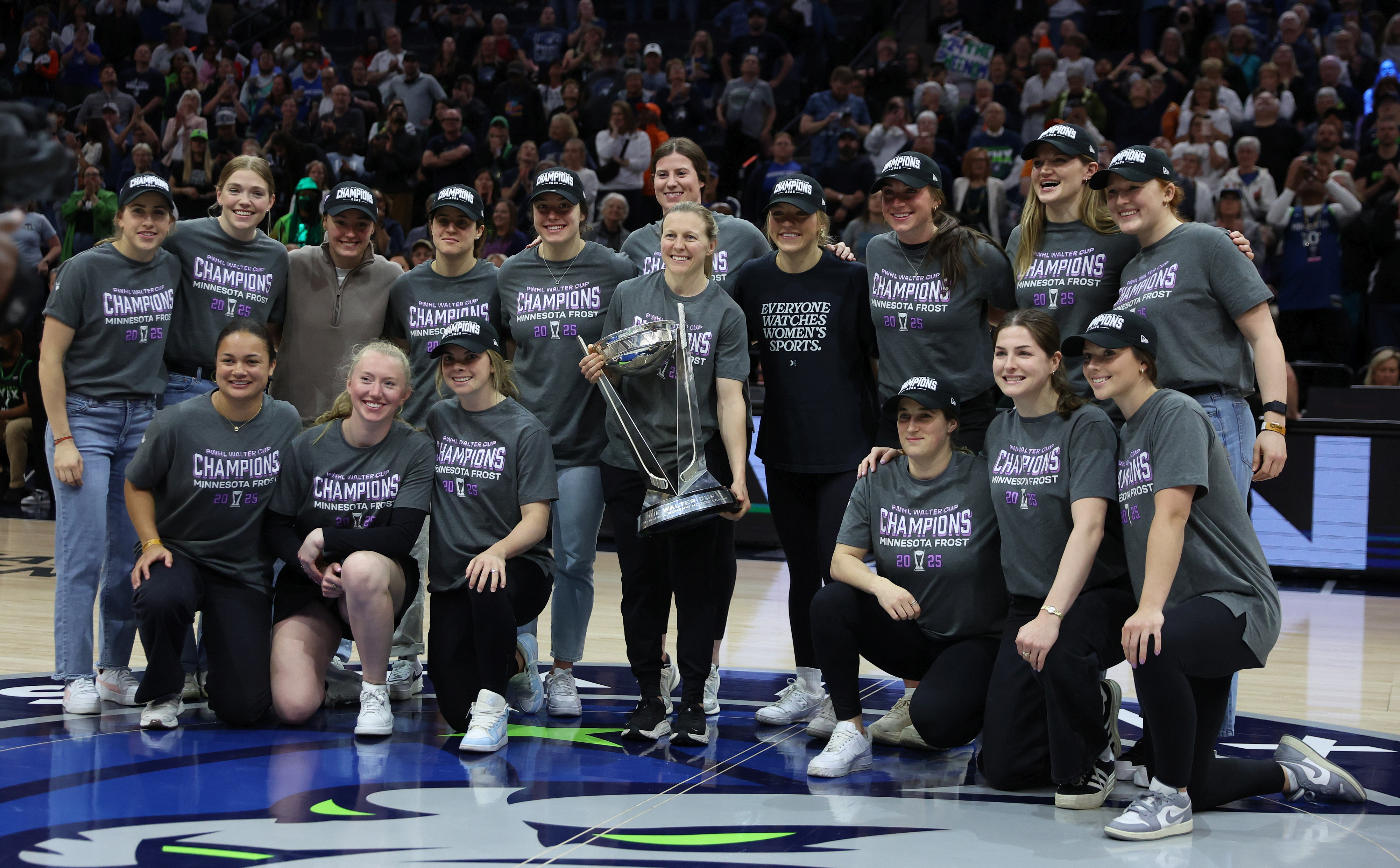
Minnesotas Mannschaft mit dem Walter Cup

| Walter-Cup-Sieger: Minnesota Frost | Torhüterinnen: Nicole Hensley, Maddie Rooney Verteidigerinnen: Mae Batherson, Natalie Buchbinder, Mellissa Channell-Watkins, Maggie Flaherty, Sophie Jaques, Lee Stecklein, Claire Thompson Angreiferinnen: Brooke Bryant, Claire Butorac, Michela Cava, Kendall Coyne, Britta Curl-Salemme, Taylor Heise, Klára Hymlárová, Katy Knoll, Denisa Křížová, Brooke McQuigge, Kelly Pannek, Dominique Petrie, Liz Schepers, Grace Zumwinkle Trainerstab: Ken Klee, Mira Jalosuo, Chris Johnson |

### Beste Scorerinnen
Abkürzungen: Sp = Spiele, T = Tore, V = Assists, Pkt = Punkte, +/− = Plus/Minus, SM = Strafminuten; Fett: Saisonbestwert
| Spielerin       | Team      | Sp | T | V | Pkt | +/− | SM |
| --------------- | --------- | -- | - | - | --- | --- | -- |
| Lee Stecklein   | Minnesota | 8  | 4 | 4 | 8   | +1  | 2  |
| Sophie Jaques   | Minnesota | 8  | 2 | 5 | 7   | +1  | 0  |
| Taylor Heise    | Minnesota | 8  | 1 | 6 | 7   | −1  | 2  |
| Claire Thompson | Minnesota | 8  | 0 | 6 | 6   | +2  | 4  |
| Michela Cava    | Minnesota | 8  | 3 | 2 | 5   | −3  | 4  |
| Emily Clark     | Ottawa    | 8  | 3 | 2 | 5   | +3  | 2  |

### Beste Torhüterinnen
Quelle: PWHL; Abkürzungen: Sp = Spiele, Min = Eiszeit (in Minuten), GT = Gegentore, SO = Shutouts, Sv% = gehaltene Schüsse (in %), GTS = Gegentorschnitt; Fett: Bestwert
| Spieler            | Mannschaft | Sp | Min    | S | N | OT | GT | GTS  | SaT | SVS | Sv%  | SO |
| ------------------ | ---------- | -- | ------ | - | - | -- | -- | ---- | --- | --- | ---- | -- |
| Gwyneth Philips    | Ottawa     | 8  | 635:25 | 4 | 0 | 4  | 13 | 1,23 | 270 | 257 | 95,2 | 1  |
| Maddie Rooney      | Minnesota  | 5  | 376:32 | 5 | 0 | 0  | 11 | 1,75 | 161 | 150 | 93,2 | 0  |
| Ann-Renée Desbiens | Montréal   | 4  | 310:38 | 1 | 3 | 0  | 8  | 1,55 | 140 | 132 | 94,3 | 0  |
| Nicole Hensley     | Minnesota  | 3  | 197:12 | 1 | 1 | 1  | 8  | 2,43 | 85  | 77  | 90,6 | 0  |
| Kristen Campbell   | Toronto    | 3  | 176:54 | 1 | 2 | 0  | 14 | 4,75 | 75  | 61  | 81,3 | 0  |

## Auszeichnungen
- Walter Cup – Minnesota Frost[6]

### Individuelle Auszeichnungen
| Auszeichnung                                                       | Spielerin                       |
| ------------------------------------------------------------------ | ------------------------------- |
| Billie Jean King MVP Award Most Valuable Player der Regular Season | Marie-Philip Poulin (Montréal)  |
| Ilana Kloss Playoff MVP Award Most Valuable Player der Playoffs    | Gwyneth Philips (Ottawa Charge) |
| Forward of the Year                                                | Marie-Philip Poulin (Montréal)  |
| Defender of the Year                                               | Renata Fast (Toronto)           |
| Goaltender of the Year                                             | Ann-Renée Desbiens (Montréal)   |
| Rookie of the Year                                                 | Sarah Fillier (New York)        |
| Coach of the Year                                                  | Kori Cheverie (Montréal)        |
| Hockey for All Award Gesellschafts-Engagement                      | Laura Stacey (Montréal)         |

### All-Star-Teams
| Position | First Team                | Second Team           | All-Rookie Team           |
| -------- | ------------------------- | --------------------- | ------------------------- |
| Angriff  | Sarah Fillier (NY)        | Kendall Coyne (MIN)   | Britta Curl-Salemme (MIN) |
| Angriff  | Marie-Philip Poulin (MTL) | Daryl Watts (TOR)     | Sarah Fillier (NY)        |
| Angriff  | Hilary Knight (BOS)       | Tereza Vanišová (OTT) | Jennifer Gardiner (MTL)   |
| Abwehr   | Renata Fast (TOR)         | Ella Shelton (NY)     | Anna Wilgren (MTL)        |
| Abwehr   | Sophie Jaques (MIN)       | Claire Thompson (MIN) | Cayla Barnes (MTL)        |
| Tor      | Ann-Renée Desbiens (MTL)  | Aerin Frankel (BOS)   | Gwyneth Philips (OTT)     |